# Sasaima

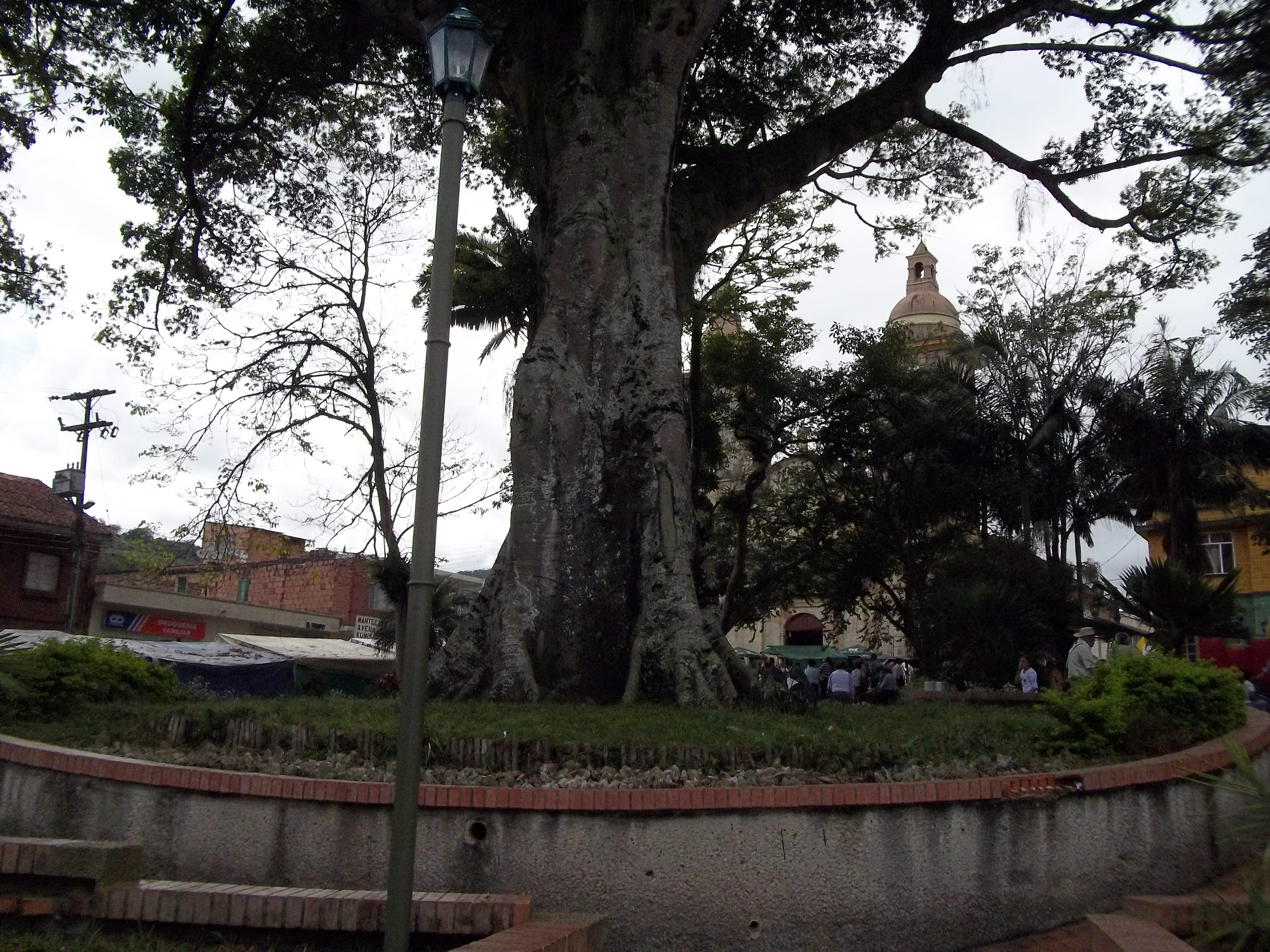
Parque Central de Sasaima

Sasaima é um município da Colômbia, localizado na província Gualivá, departamento de Cundinamarca.